# Moran Roth

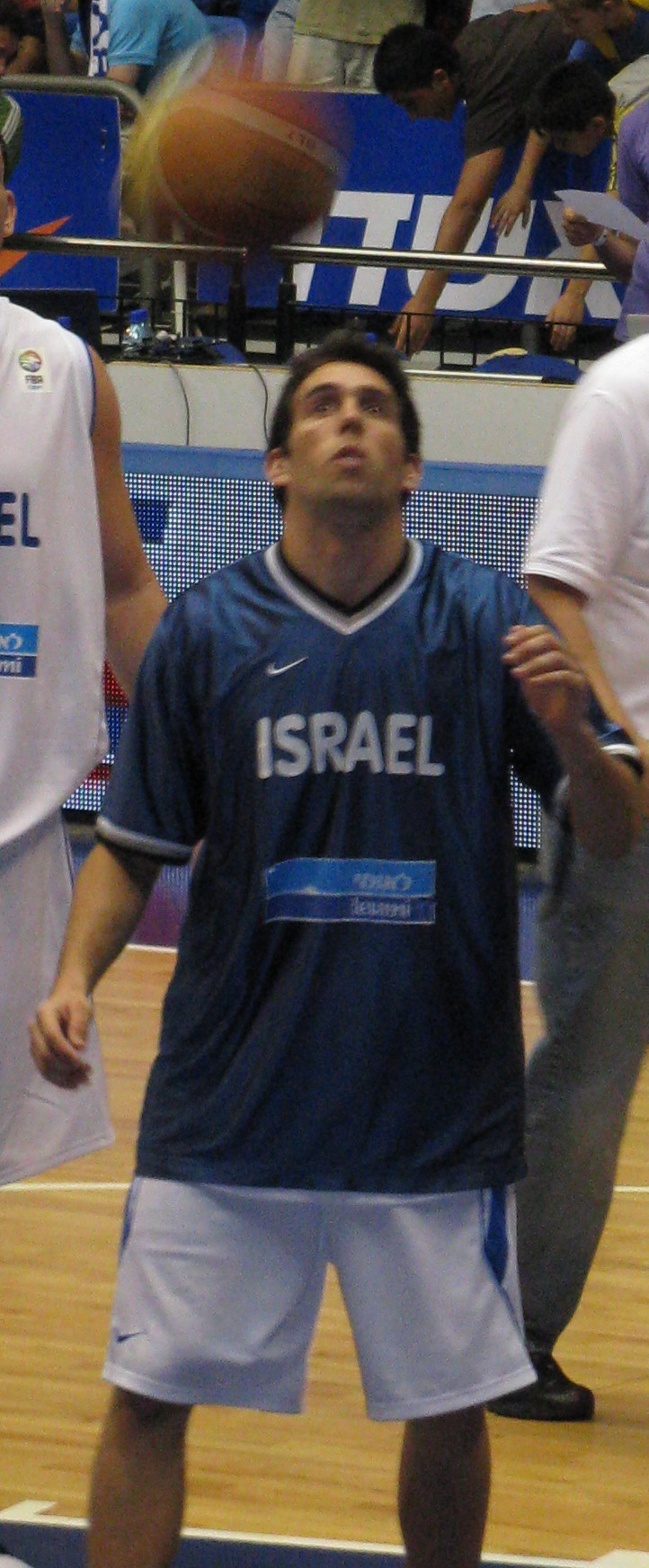
Moran Roth (2008)

Moran Roth (* 10. November 1982 in Rechowot, Israel) ist ein israelischer Basketballspieler. Er ist 1,78 m groß und spielt auf der Spielerposition eines Point Guards.

## Spielerlaufbahn
Moran Roth begann seine Profikarriere bei Maccabi Ashdod in der Saison 2001/02. Er wechselte zu im Jahre 2002 Elitzur Ramala und spielte ab 2004 kurzfristig für Hapoel Haifa und Ramat Hasharon.
Maccabi Rishon Lezion nahm Roth im Jahre 2005 unter Vertrag. 2006 wechselte Roth zum israelischen Basketballkonkurrenten Hapoel Galil Elyon. Seine weiteren Vereine wurden Hapoel Holon 2007/08 und ab der Saison 2008/09 spielte Roth für seinen jetzigen Verein Hapoel Jerusalem.

## Erfolge
Moran Roth war die Spielerentdeckung 2004/05 in der israelischen Basketball-Liga. Er gewann mit Hapoel Holon die Basketballmeisterschaft 2007/08 und den Pokal 2008 mit Hapoel Jerusalem.
International stand Moran Roth bereits für die U-18 Auswahl seines Heimatlandes auf dem Basketballparkett und ist im Aufgebot der israelischen Basketballnationalmannschaft.